# Fatoumata Sidibé
Fatoumata (Fathy) Sidibé (Bamako, 18 juni 1963) is een voormalig Belgisch politica voor DéFI.

## Levensloop
Fatoumata Sidibé werd geboren en groeide op in Mali en emigreerde in 1980 definitief naar België, waar ze zich in Brussel vestigde. Ze volgde hoger onderwijs aan de UCL en voltooide daar in 1987 een kandidatuur in de politieke, sociale en economische wetenschappen en in 1989 een licentie in de journalistiek en de communicatie. 
Ze werd projectverantwoordelijke in een vereniging in permanente vorming en werd tevens actief als freelance journaliste. Van 1991 tot 2012 was ze Belgisch correspondent voor het Franse maandblad Amina, gewijd aan vrouwen uit Afrika en de Antillen en de diaspora uit deze gebieden. Ook schreef ze voor Belgische magazines als het feministische blad Femmes d’Aujourd’hui (1998-1999) en de rubriek stripverhalen en theater van Magazine Tradition's (1998-2008), alsook voor ngo-magazines als Défis Sud (2001-2006) van SOS Faim, dat duurzame landbouw promoot, Demain de la Monde (2000-2002) van het Nationaal Centrum voor Ontwikkelingssamenwerking CNCD-11.11.11 en Hémisphères (2000-2001) van Colophon, tevens actief in ontwikkelingssamenwerking. Daarnaast was zij van 1993 tot 1994 redactie-assistent voor de coördinatie en planning van stripalbums bij de uitgeverij Le Lombard.
Van 1992 tot 1996 was Sidibé tevens verantwoordelijke voor multimediaprojecten bij het bedrijf Context International, waarvoor ze een pilootproject uitwerkte en coördineerde voor een interactieve kiosk met toeristische informatie over de Oostkantons. Van 1998 tot 1999 was ze onafhankelijk consultant voor de ngo Dokters van de Wereld, waar ze was betrokken bij het uitrollen van projecten rond gezondheidszorg en voortplanting in Mali, en nadien was ze van 2001 tot 2002 coördinatrice voor het Lokale Agentschap voor Werkgelegenheid in Watermaal-Bosvoorde. Van 2002 tot 2009 was zij dan projectverantwoordelijke bij het opleidingscentrum  Centre régional du Libre Examen in Brussel, waar zij studies en publicaties initieerde en coördineerde rond de problematieken waarmee vrouwen met een immigratieachtergrond worden geconfronteerd.  
In 2006 stichtte Fatoumata Sidibé het Belgische comité van de internationale beweging Ni Putes Ni Soumises, die zich richtte op het promoten van laïciteit, diversiteit en gelijkheid. Tot 2009 bleef ze voorzitter van dit comité. Ook zetelde ze van 2009 tot 2014 in de raad van bestuur van het Conseil des Femmes Francophones de Belgique, de Franstalige Vrouwenraad. In 2009 werd ze politiek actief voor het toenmalige FDF, in 2015 herdoopt tot DéFI. Van 2013 tot 2019 was ze voorzitter van de vrouwenafdeling van de partij. 
Bij de Brusselse verkiezingen van juni 2009 werd Sidibé voor het FDF verkozen in het Brussels Hoofdstedelijk Parlement. Ze trad toe tot de commissie Huisvesting en het adviescomité voor Gelijke Kansen. In mei 2014 werd ze niet herkozen, maar in juli 2014 werd ze opnieuw Brussels Hoofdstedelijk Parlementslid als opvolgster van Brussels minister Didier Gosuin. Bij de verkiezingen van mei 2019 kwam ze niet meer op en besloot Sidibé de politiek te verlaten.
Na haar politieke loopbaan werd Sidibé actief als radiopresentatrice. Van 2021 tot 2022 presenteerde ze de uitzending Positive Fem, over vrouwelijkheid en positiviteit, op 104,3 FM. Nadien was ze van 2023 tot 2024 commentator in het actualiteitsprogramma Il Faut Qu’on Parle op de tv-zender LN24, waar ze sinds 2024 commentator is van het avondprogramma Bonsoir Chez Vous.
Voorts werd Sidibé ook actief als auteur van dichtbundels, essays, romans en boeken over kunst en is zij sinds 2002 actief als kunstenares. Sinds 2007 is ze tevens actief als spreker over thema's als gender, diversiteit, inclusie, cultuur en mensen- en vrouwenrechten voor scholen, universiteiten en verenigingen wereldwijd, in landen als België, Frankrijk, Noorwegen, de Verenigde Staten, Saoedi-Arabië, Spanje, Mali en Benin.